# شاهین کوتوله
شاهین کوتوله (نام علمی: Polihierax semitorquatus) نام یک گونه از تیره شاهینیان است.